# Lepanthopsis calva
Lepanthopsis calva är en orkidéart som beskrevs av Donald Dungan Dod och Carlyle August Luer. Lepanthopsis calva ingår i släktet Lepanthopsis och familjen orkidéer.
Artens utbredningsområde är Haiti. Inga underarter finns listade i Catalogue of Life.